# Tagbé (district)
Ne doit pas être confondu avec Taigbé (district).
Tagbé est l'un des districts de la sous-préfecture de Colia, situé dans la préfecture de Boffa en république de Guinée.

## Géographie

### Démographie
- En 2014, le district comptait 2 587 habitants selon les RGPH 2014[1].